# دژان بوژیچ
دژان بوژیچ (سیریلیک صربی: Дејан Божић؛ زادهٔ ۲۲ ژانویهٔ ۱۹۹۳) بازیکن فوتبال است.
از باشگاه‌هایی که در آن بازی کرده‌است می‌توان به باشگاه فوتبال کمنیتس اشاره کرد.